# 夏塘台遗址
夏塘台遗址，位于中国青海省祁连县扎麻什乡夏塘台村，为第四批青海省文物保护单位，公布日期为1986年5月27日，类型为古遗址。
夏塘台遗址的历史年代为卡约文化。